# Художественное общество Марбурга
Художественное общество Марбурга (нем. Marburger Kunstverein) — художественное объединение в городе Марбург (земля Гессен), образованное в 1953 году как кружок «Künstlerkreis» по инициативе местного художника Франца Франка; в 2018 году общество насчитывало 600 членов; в 1958 году у союза появился свой первый выставочный зал «Am Markt 16»; с 2000 года является оператором кунстхалле Марбурга (нем. Marburger Kunsthalle), в состав которого входит специализированная библиотека; регулярно проводит выставки произведений современного искусства и концерты экспериментальной музыки.

## История и описание
Художественное объединение «Marburger Kunstverein» было основано в 1953 году — оно возникло из «кружка художников» (Künstlerkreis), в котором местные художники и графики собирались после Второй мировой войны; среди них был и Франц Франк (1897—1986), активно участвовавший в деятельности «кружка». Целью создания официального объединения являлось расширение платформы для общения и формирование специального пространства для выставок. Среди соучредителей общества был и бывший мэр (обер-бургомистр) Марбурга Ойген Зибеке (Eugen Siebecke, 1891—1959), который сам увлекался живописью и являлся художником-любителем.
В 1958 году в Верхнем городе (район Оберштадт) города Марбург, рядом с ратушей, был открыт первый выставочный зал союза — по адресу Am Markt, 16. Он получил название по местоположению, «Am Markt 16». В 1978 году выставочная площадь была расширена — теперь она занимала весь верхний этаж здания. В 2000 году союз получил собственное здание: по адресу площадь Герхард-Ян-Платц, дом 5 — на месте бывшей скотобойни — был открыт новый выставочный зал, кунстхалле Марбурга. Старое помещение продолжает использоваться в выставочных целях: по состоянию на 2019 год в нём расположился музей живописи периода романтизма, управляемый местным союзом «Haus der Romantik e.V.».
Помимо выставочной деятельности, объединение «Marburger Kunstverein» было ответственно и за проведение городской культурно-образовательной акции «Ночь искусства» (Nacht der Kunst), которая проходила в целой серии зданий в центре города; с 2009 года данное событие, считающееся центральным для местной арт-сцены, происходит не в ноябре, а в июне. По данным на 2018 год, сам союз насчитывал около шести сотен членов; он организовывал около семи выставок в год.
Здание нового кунстхалле возводилось в период с 1999 по 2000 год; в финансировании строительство значительное участие приняла городская администрация. На первом этаже нового здания разместилась специальная справочная библиотека по искусству; кроме того на том же этаже была размещена и артотека. Основное пространство первого этажа является выставочным. На втором этаже находятся как местная галерея, так и еще один выставочный зал. Всего кунстхалле располагает 525 квадратными метрами выставочной площади. В его помещениях также регулярно проводятся концерты экспериментальной музыки — данным отделом руководит Альберт Каул (Albert Kaul).
Артотека, основанная в 1984 году, включает в себя около 800 произведений современного искусства: живописи, графики, фотографии и скульптуры; данные работы можно позаимствовать на ограниченное время для размещения у себя дома или в офисе. Среди авторов работ представлены и Питер Дойг, и Рупрехт Гейгер, и Нан Голдин.